# 斯特凡·容格
斯特凡·容格（德語：Stefan Junge，1950年9月1日—），德国男子田径运动员，主攻跳高。他曾代表东德参加1972年夏季奥林匹克运动会田径比赛，获得男子跳高银牌。